# 宝日陶勒盖庙
宝日陶勒盖庙，位于内蒙古自治区锡林郭勒盟正镶白旗，是一座藏传佛教格鲁派寺院。

## 简介
宝日陶勒盖庙创建于1721年。该庙是察哈尔地区镶白旗的旗庙。该庙正殿平面呈长方形，采用都纲法式，无耳房，经堂与佛殿共设。
正镶白旗现存清朝时期的布日都庙、宝日陶勒盖庙、善达庙三处庙宇建筑。其中，布日都庙1998年前经上级政府投资维修过一次，其他两座庙宇直到2009年仍然损坏严重。
除宝日陶勒盖庙外，正镶白旗境内较知名的寺庙还有哈那哈达庙（和硕庙、永安寺），布日都庙、巴彦都楞庙等等，这些庙宇大多是前庭后殿、重檐楼阁，为汉藏风格结合的古建筑。